# Palazzo della Questura (Neapel)

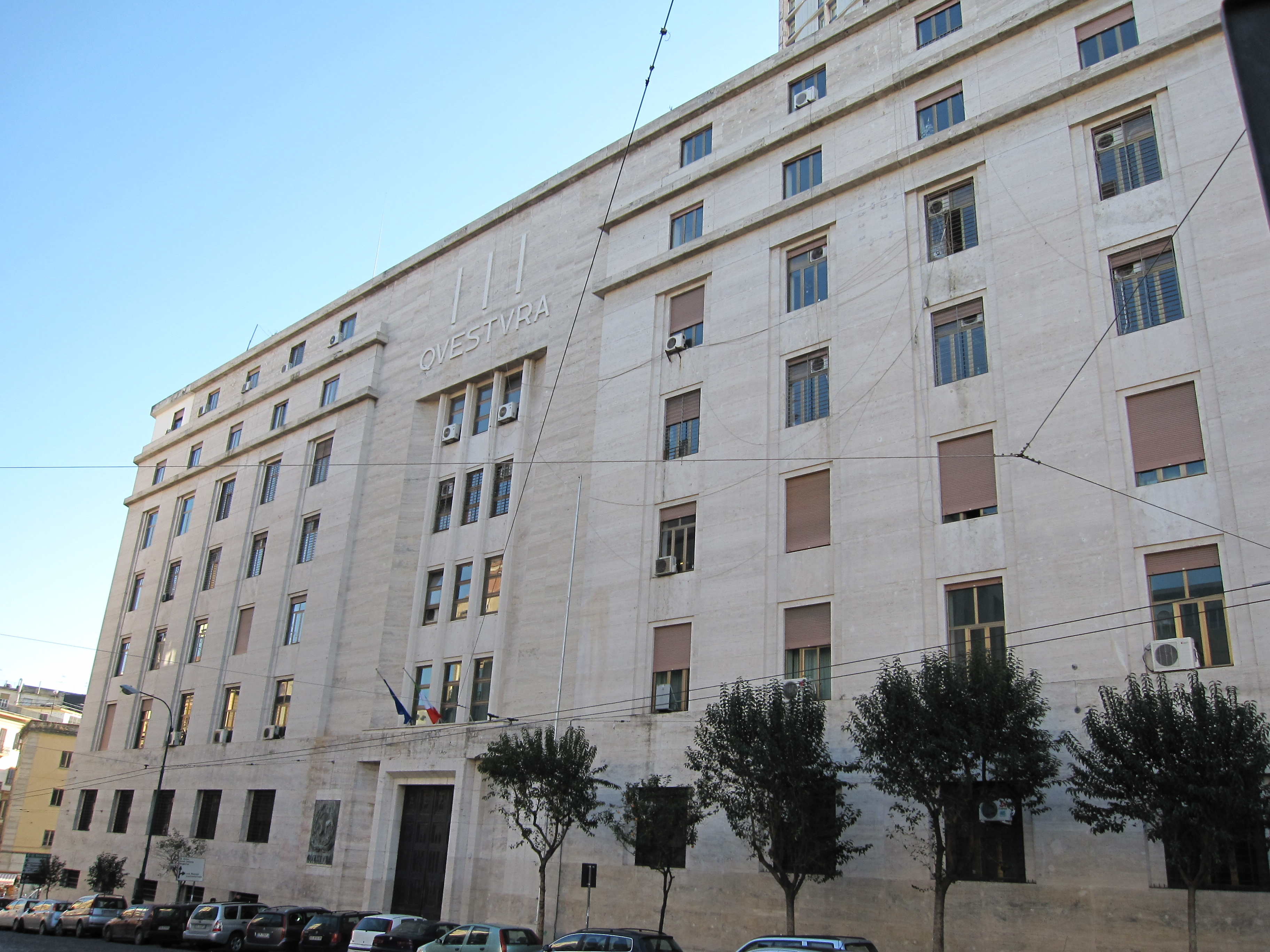
Palazzo della Questura in Neapel

Der Palazzo della Questura ist ein Palast aus 1930er-Jahren im Viertel San Giuseppe in Neapel in der italienischen Region Kampanien. Er liegt in der Via Medina, 75.

## Geschichte
Das Gebäude wurde zwischen 1935 und 1938 im Zuge des Umbaus des ersten Loses des Rione Carità errichtet, das früher Quartiere della Corsea hieß. Es diente als neues Polizeipräsidium.
Die Arbeiten mussten im Februar 1939 eingestellt werden, als die feierliche Einweihung stattfinden sollte, jedoch führten Lieferprobleme der Bewehrungseisen zur Verschiebung auf das folgende Jahr. 1940 fand dann die Einweihung des neuen Polizeipräsidiums statt, das seit der Einigung Italiens im geräumigen Palazzo San Giacomo untergebracht war und später kurze Zeit in den Palazzo Caracciolo di Santobuono in der Via Carbonara umzog.

## Beschreibung
Dieser Palast zeigt nicht den kühnen architektonischen Anblick, der sonst typisch für die zeitgenössischen Paläste in der Gegend um die Piazza Matteotti ist, sondern ist durch eine einfache Verkleidung in Marmor gekennzeichnet.
Dennoch hat der Palazzo della Questura mit diesen die Monumentalität gemeinsam, die in den imposanten Dimensionen einen starken Sinn für Ernsthaftigkeit zeigt.
Die Hauptfassade zeigt zur Via Armando Diaz und ist von der Piazza Matteotti aus zu sehen. Oben an der Fassade ist der Schriftzug „QVESTVRA“ zu lesen, den rein lateinischen Schriftzeichen folgend.
An den Seiten des Portals gab es zwei Marmorreliefe, auf denen Liktorenbündel abgebildet sind. Die Symbole, die am Tag nach dem Sturz des Faschismus entfernt wurden, wurden durch das gezahnte Rad der Republik ersetzt, das aus Bronze gefertigt ist und auf der linken Seite des Portals angebracht wurde.
Auf dem Portal ist die einzige Spur des faschistischen Regimes zu erkennen, vier Paar Liktorenbündel, eingraviert auf einer Anordnung von vier Rahmen in drei Reihen. Eine vierte Reihe, über den anderen und auch in vier Rahmen geteilt, ist mit vier faschistischen Adlern besetzt, jeder von ihnen in ihrem eigenen Rahmen.
Ein Nebeneingang, weil er kleiner ist als der Haupteingang, aber häufiger genutzt wird, um in das Gebäude zu kommen, liegt an der Via Medina. Ein dritter Eingang liegt an der Via Guantai Nuovi, einer internen Straße im Viertel und parallel zur Via Medina.